# ONS Belang
ONS Belang (tot 2025: Lijst Kras) is een Nederlandse lokale politieke partij in de gemeente Edam-Volendam.
De partij is opgericht in oktober 2009. Bij de gemeenteraadsverkiezingen van 3 maart 2010 was Loek Kras lijsttrekker en haalde daarmee een zetel in de gemeenteraad. Kras bleef daarmee na de afsplitsing van Recht door Zee in 2007 in de raad vertegenwoordigd. Belangrijk speerpunt was De dijk autovrij, een volledige afsluiting van de Volendamse haven vanaf 11.00 uur.
Bij de verkiezingen van maart 2014 behaalde Lijst Kras maar liefst zes zetels. Dit resulteerde in een plek in het college met Volendam '80 en het CDA. De wethouder voor de partij werd Wim Rijkenberg. Ook bij de gemeentelijke herindelingsverkiezing voor 2016 werd Lijst Kras met zes zetels de grootste partij. Hierna begonnen er scheurtjes te ontstaan en stapte wethouder Albert Koning op vanwege het project de Lange Weeren. Raadslid Wim Kras nam de zetel in van Erik Schokker.
In 2023 nam Loek Kras afscheid van de gemeenteraad. Hij werd opgevolgd door Jan Veerman als fractievoorzitter. In 2025 werd de partij voortgezet met een nieuwe naam: ONS Belang.